# Laboratório de Metalurgia Física
O Laboratório de Metalurgia Física (LAMEF) é uma unidade do Departamento de Metalurgia da Escola de Engenharia da UFRGS.

## História
Foi fundado em 1956 pelo professor Raul Cohen.
No período de 1990 a 2016, a coordenação ficou a cargo do o professor Telmo Strohaecker.
O LAMEF mantem parceira com a Petrobrás no ensaio de fadiga em dutos flexíveis, desde 2011. Em 2014, foi reconhecido com o Prêmio Finep de Inovação, na etapa  Etapa Regional Sul.
A Instituição é certificada pela ISO 17025,que lhe confere competência técnica na execução de ensaios e calibrações.